# Recopa d'Europa de futbol 1997-98
La Recopa d'Europa de futbol 1997-98 fou la trenta-vuitena edició de la Recopa d'Europa de futbol. La final fou guanyada pel Chelsea FC a la final davant del VfB Stuttgart.

## Ronda preliminar
| Equip 1             | Global | Equip 2                       | Anada   | Tornada |
| ------------------- | ------ | ----------------------------- | ------- | ------- |
| Havnar Bóltfelag    | 1-7    | APOEL FC                      | 1-1     | 0-6     |
| Hibernians FC       | 0-4    | Íþróttabandalag Vestmannaeyja | 0-1     | 0-3     |
| Glenavon            | 1-5    | Legia Varsòvia                | 1-1     | 0 -4    |
| Cwmbran             | 2-12   | FC Naţional Bucureşti         | 2-5     | 0-7     |
| FK Žalgiris Vilnius | 1-2    | Hapoel Be'er Sheva            | 0-0     | 1-2(pr) |
| Zimbru              | 1-4    | Xakhtar Donetsk               | 1-1     | 0-3     |
| Dinaburg FC         | 2-0    | Kapaz Ganja                   | 1-0     | 1-0     |
| Kilmarnock          | 3-2    | Shelbourne F.C.               | 2-1     | 1-1     |
| HJK Helsinki        | 1-3    | Estrella Roja de Belgrad      | 1-0     | 0-3     |
| FK Sloga Jugomagnat | 1-4    | NK Zagreb                     | 1-2     | 0-2     |
| FC Balzers          | 1-5    | BVSC Budapest                 | 1-3     | 0-2     |
| Tallinna Sadam      | 2-5    | FC Belshina Bobruisk          | 1-1     | 1-4     |
| NK Primorje         | 3-0    | Union Luxemburg               | 2-0     | 1-0     |
| PFC Levski Sofia    | 2-3    | Slovan Bratislava             | 1-1     | 1-2     |
| Dynamo Batumi       | 2-3    | Ararat Yerevan                | 0-3 (a) | 2-0     |

## Primera ronda
| Equip 1                       | Global | Equip 2                  | Anada | Tornada |
| ----------------------------- | ------ | ------------------------ | ----- | ------- |
| Kocaelispor                   | 3-0    | FC Naţional Bucureşti    | 2-0   | 1-0     |
| APOEL FC                      | 0-4    | Sturm Graz               | 0-1   | 0-3     |
| Íþróttabandalag Vestmannaeyja | 2-5    | VfB Stuttgart            | 1-3   | 1-2     |
| Boavista FC                   | 3-4    | Xakhtar Donetsk          | 2-3   | 1-1     |
| Germinal Ekeren               | 4-3    | Estrella Roja de Belgrad | 3-2   | 1-1     |
| AIK Fotboll                   | 1-2    | NK Primorje              | 0-1   | 1-1     |
| AEK Atenes                    | 9-2    | Dinaburg FC              | 5-0   | 4-2     |
| Slavia Praga                  | 6-2    | FC Lucerne               | 4-2   | 2-0     |
| Hapoel Be'er Sheva            | 1-14   | Roda JC                  | 1-4   | 0-10    |
| NK Zagreb                     | 5-6    | Tromsø                   | 3-2   | 2-4     |
| FC København                  | 5-0    | Ararat Yerevan           | 3-0   | 2-0     |
| FC Belshina Bobruisk          | 1-5    | Lokomotiv Moscou         | 1-2   | 0-3     |
| Chelsea FC                    | 4-0    | Slovan Bratislava        | 2-0   | 2-0     |
| OGC Nice                      | 4-2    | Kilmarnock               | 3-1   | 1-1     |
| Reial Betis                   | 4-0    | BVSC Budapest            | 2-0   | 2-0     |
| Vicenza                       | 3-1    | Legia Varsòvia           | 2-0   | 1-1     |

## Segona ronda
| Equip 1          | Global | Equip 2        | Anada | Tornada |
| ---------------- | ------ | -------------- | ----- | ------- |
| Tromsø           | 4-9    | Chelsea FC     | 3-2   | 1-7     |
| Germinal Ekeren  | 4-6    | VfB Stuttgart  | 0-4   | 4-2     |
| Lokomotiv Moscou | 2-1    | Kocaelispor    | 2-1   | 0-0     |
| Xakhtar Donetsk  | 2-5    | Vicenza Calcio | 1-3   | 1-2     |
| Reial Betis      | 3-1    | FC København   | 2-0   | 1-1     |
| AEK Atenes       | 2-1    | Sturm Graz     | 2-0   | 0-1     |
| OGC Nice         | 3-3(c) | Slavia Praga   | 2-2   | 1-1     |
| NK Primorje      | 0-6    | Roda JC        | 0-2   | 0-4     |

## Quarts de final
| Equip 1      | Global | Equip 2          | Anada | Tornada |
| ------------ | ------ | ---------------- | ----- | ------- |
| Roda JC      | 1-9    | Vicenza Calcio   | 1-4   | 0-5     |
| Slavia Praga | 1-3    | VfB Stuttgart    | 1-1   | 0-2     |
| AEK Atenes   | 1-2    | Lokomotiv Moscou | 0-0   | 1-2     |
| Reial Betis  | 2-5    | Chelsea FC       | 1-2   | 1-3     |

## Semifinals
| Equip 1       | Global | Equip 2          | Anada | Tornada |
| ------------- | ------ | ---------------- | ----- | ------- |
| Chelsea FC    | 3-2    | Vicenza Calcio   | 0-1   | 3-1     |
| VfB Stuttgart | 3-1    | Lokomotiv Moscou | 2-1   | 1-0     |

## Final
| Chelsea FC | 1 – 0 | Stuttgart |
| ---------- | ----- | --------- |
| Zola 71'   |       |           |

| Guanyador de la Recopa d'Europa 1997-98 |
| --------------------------------------- |
| Chelsea FC Segon títol                  |